# Oscar Onley
Oscar Onley (Kelso, 13 oktober 2002) is een Schotse wielrenner die sinds 2023 voor Team Picnic PostNL uitkomt. Hiervoor reed hij bij het opleidingsteam Development Team DSM.

## Carrière
Onley won in 2022 de vijfde etappe in de Ronde van het Aostadal, hij kwam hier solo over de eindstreep terwijl hij een voorsprong had van 22 seconden op Walter Calzoni. Nadat hij twee jaar voor de opleidingsploeg van Team DSM reed, stapte hij per 2023 over naar de hoofdmacht. Bij zijn eerste deelname in een Grote Ronde, de Ronde van Spanje maakte hij deel uit van de ploeg die de ploegentijdrit naar zijn hand zette. De volgende etappe was hij wegens val de enige renner die niet finishte. In zijn tweede professionele seizoen won hij vroeg in het seizoen de vijfde etappe in de Tour Down Under. In een sprint om de zege hield hij landgenoot Stephen Williams en Jhonatan Narváez achter zich. Ook in de rest van het seizoen startte hij vooral in meerdaagse wedstrijden waarin hij meermaals in de top tien eindigde in etappes. In de Ronde van Groot-Brittannië eindigde hij op een tweede plaats in het eindklassement, ditmaal was Williams de sterkere. Het jongerenklassement schreef Onley wel op zijn naam, voor landgenoot Joseph Blackmore. Ook in 2025 legde Onley zich toe op de meerdaagse wedstrijden, overal waar hij startte bereikte hij minstens tweemaal een top tien klassering. In de Ronde van Zwitserland zette hij de vijfde etappe naar zijn hand, hij versloeg in een sprint-à-deux de Portugees João Almeida. In het eindklassement eindigde Onley als derde, achter Almeida en Kévin Vauquelin. Met deze voorbereiding op zak verscheen Onley voor de tweede maal aan de start in de Ronde van Frankrijk. Maar liefst achtmaal eindigde hij bij de beste tien van een etappe, in het hooggebergte kon hij lang mee met favorieten voor de eindzege Tadej Pogačar en Jonas Vingegaard. Samen met Florian Lipowitz vocht Onley een strijd uit om de jongerentrui en de derde plaats in het algemeen klassement.

## Overwinningen
2019
2e etappe (deel A) Aubel-Thimister-Stavelot (TTT)
2022
5e etappe Ronde van het Aostadal
Puntenklassement Ronde van het Aostadal
Jongerenklassement CRO Race
2023
Jongerenklassement Ronde van de Algarve
1e etappe (TTT) Ronde van Spanje
2024
5e etappe Tour Down Under
Jongerenklassement Ronde van Groot-Brittannië
2025
5e etappe Ronde van Zwitserland

## Resultaten in voornaamste wedstrijden
| Jaar | Ronde van Italië | Ronde van Frankrijk | Ronde van Spanje |
| ---- | ---------------- | ------------------- | ---------------- |
| 2023 |                  |                     | opgave           |
| 2024 |                  | 39e                 |                  |
| 2025 |                  | 4e                  |                  |

| Jaar | Amstel Gold Race | Luik-Bast.‑Luik | Ronde van Lombardije | Strade Bianche | Waalse Pijl | Clásica San Sebastián |  | WK op de weg |
| ---- | ---------------- | --------------- | -------------------- | -------------- | ----------- | --------------------- |  | ------------ |
| 2023 | opgave           |                 | 77e                  | 41e            | 42e         |                       |  |              |
| 2024 | opgave           |                 |                      |                |             |                       |  | 16e          |
| 2025 |                  | 12e             |                      |                | 68e         | 13e                   |  |              |

## Ploegen
- 2021 –  Development Team DSM
- 2022 –  Development Team DSM
- 2023 –  Team DSM
- 2024 –  Team dsm-firmenich PostNL
- 2025 –  Team Picnic-PostNL

Andresen · Bardet · Bevin · Bittner · Brenner · Combaud · Dainese · Degenkolb · Dinham · Edmondson · Eekhoff · Hamilton · Heinschke · Hvideberg · Leknessund · Markl · Mayrhofer · Milesi · Naberman · Onley · Poole · Rodenberg · Stork · Tusveld · van Uden · Vandenabeele · Vanhoucke (tot 14/8) · Vermaerke · Welsford
Andresen · Bardet · Barguil · Van den Berg · Bevin · Bittner · Van den Broek · Combaud · Degenkolb · Dinham · Eddy · Edmondson · Eekhoff · Hamilton · Jakobsen · Leemreize · Leijnse · Liepiņš · Märkl · Naberman · Onley · Poole · Roosen · Tusveld · van Uden · Vermaerke · Welten · Koerdt (stagiair)